# 1932 a filmművészetben

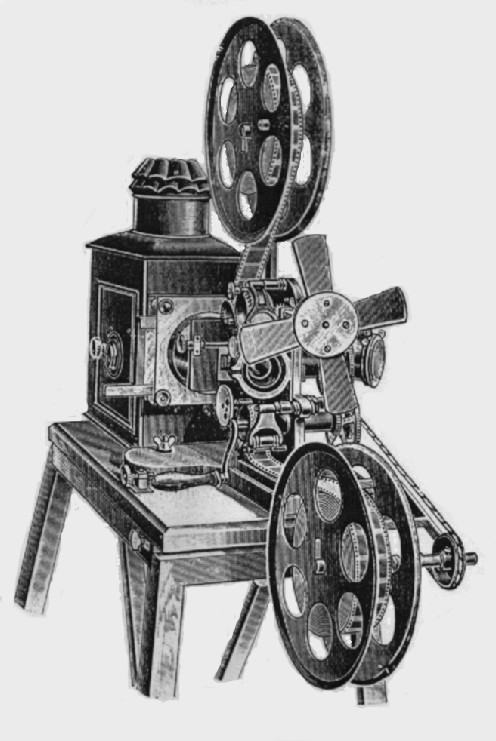

## Események
- Shirley Temple megkezdi filmkarrierjét.
- február 14. – Az amerikai filmipar képviselői bejelentik, hogy 6000 mozit kellett bezárniuk az USA-ban az előző félévben. Az év februárjában már csak 14 000 mozi üzemel.
- február 28. – Cecil B. DeMille a MGM-től átszerződik a Paramount Pictures-höz, hogy westernfilmeket készíthessen.
- február – Korda Sándor megalapítja a London Film Productionst, ami jelentősen hozzájárul az angol film fejlődéséhez.
- március 30. – Stephan Jellinek osztrák mérnök Bécsben kipróbálja az általa kifejlesztett kulisszafilm-eljárást. Ez lehetővé teszi, hogy a felvételeknél vetítsék azt a hátteret, amely előtt a cselekmény játszódik.
- augusztus 6. – Velencében megkezdődik az először megrendezett filmfesztivál. Hivatalos neve Mostra d'Arte Cinematografica, a filmművészet szemléje. A fesztivál a Biennále része, és augusztus 21-éig tart.
- Joseph Arthur Bell és George Alfred Mitchell amerikai mérnök háromcsíkos technikolor kamerát szerkeszt.
- Magyarországon már kb. félezer filmszínház van, ennek negyede Budapesten. A mozik többsége csak hétvégén játszik. Terjed a hangosfilmvetítésre alkalmas gépek használata, a vetítőtermek felében már van ilyen gép. A hangosfilm egyik feltalálója Mihály Dénes volt, aki a világháború miatt nem tudta szabadalmát értékesíteni. 1926-ban kidolgozott projektofonja a hamvukba holt magyar kísérletek egyike.

## Fesztiválok
5. Oscar-gála (november 18.)
- Film: Grand Hotel – Edmund Goulding
- Rendező: Frank Borzage – Rossz lány
- Férfi főszereplő: Fredric March – Dr. Jekyll és Mr. Hyde
- Női főszereplő: Helen Hayes – Madelon Claudet bűne

Velencei Nemzetközi Filmfesztivál (augusztus 6–21.)
- A közönség díja a legjobb filmnek: Út az életbe
- Férfi főszereplő: Fredric March – Dr. Jekyll és Mr. Hyde
- Női főszereplő: Helen Hayes – Madelon Claudet bűne

## Magyar filmek
- Gaál Béla – Csókolj meg, édes!
- Sekély Steve – Piri mindent tud, Repülő arany
- Fejős Pál – Tavaszi zápor, Ítél a Balaton
- Heinz Hille – A Vén gazember

## Filmbemutatók
- 20,000 Years in Sing Sing – főszereplő Spencer Tracy és Bette Davis
- American Madness – főszereplő Walter Huston, rendező Frank Capra
- As You Desire Me – főszereplő Greta Garbo
- Back Street – főszereplő Irene Dunne és John Boles
- The Beast of the City, főszereplő Walter Huston, Jean Harlow és Wallace Ford
- The Big Broadcast – főszereplő Bing Crosby
- Big City Blues – főszereplő Eric Linden és Joan Blondell
- The Big Stampede – főszereplő John Wayne
- A Bill of Divorcement – főszereplő John Barrymore
- Bird of Paradise – főszereplő Dolores del Rio és Joel McCrea
- The Blue Light – főszereplő és rendező Leni Riefenstahl
- Blonde Venus – főszereplő Marlene Dietrich
- Broken Lullaby – főszereplő Lionel Barrymore
- The Cabin in the Cotton
- Call Her Savage – főszereplő Clara Bow
- The Dentist
- Emma – főszereplő Marie Dressler
- A Farewell to Arms – főszereplő Gary Cooper sésHelen Hayes
- Freaks – rendező Tod Browning
- Grand Hotel– főszereplő Greta Garbo, Lionel Barrymore, John Barrymore, Joan Crawford, Lewis Stone és Jean Hersholt
- Horse Feathers – főszereplők a Marx testvérek
- I Am a Fugitive from a Chain Gang – főszereplő Paul Muni
- The Most Dangerous Game – főszereplő Joel McCrea és Leslie Banks
- Movie Crazy – főszereplő Harold Lloyd
- The Mummy – főszereplő Boris Karloff
- Murders in the Rue Morgue – főszereplő Bela Lugosi
- The Old Dark House – főszereplő Boris Karloff
- One Hour with You – főszereplő Maurice Chevalier, Jeanette MacDonald, Genevieve Tobin és Charles Ruggles
- One Way Passage, főszereplő William Powell és Kay Francis
- Pack Up Your Troubles – főszereplő Stan Laurel és Oliver Hardy
- Red Dust – főszereplő Clark Gable és Jean Harlow
- Red-Headed Woman – főszereplő Jean Harlow
- A sebhelyes arcú – főszereplő Paul Muni, rendező Howard Hawks
- Shanghai Express – főszereplő Marlene Dietrich, Clive Brook, Anna May Wong és Warner Oland
- Tarzan the Ape Man – főszereplő Johnny Weissmuller és Maureen O'Sullivan
- Three on a Match – főszereplő Joan Blondell, Ann Dvorak és Bette Davis
- Tiger Shark – főszereplő Edward G. Robinson
- Trouble in Paradise, főszereplő Herbert Marshall, Kay Francis és Miriam Hopkins
- Two Seconds – főszereplő Edward G. Robinson
- Vampyr – rendező Carl Theodor Dreyer
- A fehér zombi (White Zombie) – főszereplő Lugosi Béla
- Elveszett lelkek szigete (Island of Lost Soul) – rendező	Erle C. Kenton

## Rövidfilmsorozatok
- Buster Keaton (1917–1941)
- Our Gang (1922–1944)
- Stan és Pan (1926–1940)

## Rajzfilm sorozatok
- Aesop's Film Fables (1921–1933)
- Krazy Kat (1925–1940)
- Oswald the Lucky Rabbit (1927–1938)
- Mickey egér (1928–1953)
- Silly Symphonies (1929–1939)
- Screen Songs (1929–1938)
- Talkartoons (1929–1932)
- Looney Tunes (1930–1969)
- Flip the Frog (1930–1933)
- Terrytoons (1930–1964)
- Merrie Melodies (1931–1969)
- Scrappy (1931–1941)
- Tom és Jerry (1931–1933)
- Betty Boop (1932–1939)
- Pooch the Pup (1932–1933)

## Születések
- január 3. – Dabney Coleman színész († 2024)
- január 4. – Carlos Saura rendező
- január 19. – Richard Lester amerikai filmrendező
- február 6. – François Truffaut francia filmrendező († 1984)
- február 13. – Susan Oliver színésznő
- február 18. – Miloš Forman rendező
- február 27. – Elizabeth Taylor amerikai színésznő († 2011)
- április 4. – Andrej Tarkovszkij orosz filmrendező († 1986)
- április 10. – Delphine Seyrig francia színésznő († 1990)
- április 10. – Omar Sharif egyiptomi születésű Oscar-díjas színész († 2015)
- április 27. – Anouk Aimée francia színésznő
- május 7. – Szemes Mari színésznő († 1988)
- augusztus 2. – Peter O’Toole ír színész († 2013)
- október 13. – Dušan Makavejev, szerb filmrendező, forgatókönyvíró
- október 27. – Jean-Pierre Cassel francia színész († 2007)
- október 30. – Louis Malle francia filmrendező, forgatókönyvíró († 1995)
- november 2. – Gábor Pál magyar filmrendező († 1987)
- Mehmood Indián színész, rendező, producer

## Halálozások
- augusztus 10. – Rin Tin Tin kutya-színész
- szeptember 18. – Peg Entwistle színésznő
- november 27. – Evelyn Preer színésznő, énekes